# Ciudad Fernández
Ciudad Fernández es una ciudad mexicana situada en el estado de San Luis Potosí, cabecera del municipio homónimo. Forma parte de la zona metropolitana de Rioverde.
Los españoles solicitaron la fundación de la villa al marqués de Gelves, quien la autorizó en 1624, denominándola Dulce Nombre de Jesús; posteriormente, en 1731, cambió su nombre por el de Santa Elena. En 1828, adquirió la categoría de ciudad y su nombre actual, en honor al general Zenón Fernández que era originario del lugar.

## Historia
El sitio donde hoy se encuentra Ciudad Fernández es el mismo lugar donde en 1607 entran a pie a la comarca de Río Verde fray Bautista de Mollinedo y Fray Cárdenas. El lugar era tierra fértil y causó admiración en los religiosos quienes llegaron para impartir doctrina a los aborígenes de ese lugar. Estos naturales comían raíces y frutas silvestres a pesar de abundar pescados en el río verde, vivían en grutas y peñascos.
La fundación de la Villa de Santa Elena es un tema de discusión, ya que no se ha podido esclarecer la fecha exacta de este acontecimiento que se dice fue alrededor del año 1757. En esta época los nativos del pueblo de Santa Catarina solicitaron la expulsión de los españoles que vivían en su pueblo, lo cual se resolvió mediante una cédula real fechada el 14 de marzo de 1607: "Salieran de dicho pueblo, los españoles mestizos, mulatos y otras castas que en él estaban avecindadas" en atención a una ley antigua que prohibía que los españoles vivieran en pueblos indios.
Los españoles abandonaron el pueblo de Santa Catarina y formaron una villa, dando argumento a la legalidad de la fundación de la misma, la cual fue solicitada originalmente por Juan Nieto Tellez en 1667. Juan Antonio Trancoso, capitán protector de esa frontera, mandó un memorándum al virrey Diego Carrillo de Mendoza y Pimentel, Marqués de Gelves, solicitando la erección de una villa de españoles cercana al pueblo de Santa Catarina, aduciendo varios ahorros y otras alternativas que ayudarían al mejor subordinamiento de la zona, así como su protección.
En diciembre de 1693 pasó al Rioverde José de Osario para tomar todos los datos y pareceres a religiosos, dueños de haciendas e indios del lugar. Se acordó establecer la fundación en un paraje llamado Santa Elena que se hallaba en un ojo de agua dulce, conocido como El Ojito. Con esta información, don Gaspar de la Cerda, Virrey de la Nueva España, concedió la licencia para la fundación de dicho pueblo, expidiendo el mandamiento real el 9 de enero de 1694.
Fue hasta el 15 de febrero de 1710 cuando los vecinos españoles se presentaron ante el general Sebastián de Olori, alcalde mayor de la ciudad de San Luis Potosí, mostrando el testimonio del real título de la erección de la Villa de Santa Elena. Fue don Andrés de Argandoña, alguacil mayor, quien dio posesión de las tierras que la provisión les concedía, demarcando las 600 varas del recinto de Santa Elena y de ahí una legua por el norte, sur y poniente, nada por el oriente a causa de estar el pueblo de Rioverde. A pesar de eso, no poseyeron las tierras hacia el norte por invasión de los dueños que se las apropiarion, siendo restituidas hasta 1758. 
Esta villa fue llamada posteriormente Dulce Nombre de Jesús, a petición de los vecinos de Santa Elena al virrey Juan de Acuña, marqués de Casa Fuerte, en el año de 1731, Se concedió un nuevo repartimiento a los vecinos, a la merced de la laguna La Vieja (La Media Luna) y fue en ese año cuando dejó de llamarse Villa de Santa Elena y en adelante se llamó Dulce Nombre de Jesús. En algunos documentos se cita indistintamente, pero predomina el de Villa de Santa Elena. 
En 1828 vuelve a cambiar su nombre por el de Ciudad Fernández en honor a un hijo ilustre de este lugar que luchó en la Independencia de México, General Zenón Fernández.

## Geografía
Ciudad Fernández se localiza en el sureste del municipio homónimo, en el límite municipal con Rioverde. Se encuentra a una altura media de 998 m s. n. m. y cubre una área de 21.70 km².

## Demografía
De acuerdo con el censo realizado en 2020 por el Instituto Nacional de Estadística y Geografía (INEGI), en Ciudad Fernández había un total de 36 275 habitantes, de los que 18 679 eran mujeres y 17 596, hombres.
| Gráfica de evolución demográfica de Ciudad Fernández entre 1900 y 2020 |
|                                                                        |
| Fuente: Instituto Nacional de Estadística y Geografía.                 |

## Medios de comunicación
En Ciudad Fernández existen dos oficinas administradoras de correo y telégrafo. Cuenta con 2 estaciones repetidoras de microondas (radiodifusoras). Debido a la cercanía con el municipio de Rioverde, existen varias rutas de taxis que llevan a la población de un lugar a otro, también cuenta con servicio de teléfono e Internet provisto desde el municipio de Rioverde, así como de telefonía celular.[cita requerida]

## Cultura

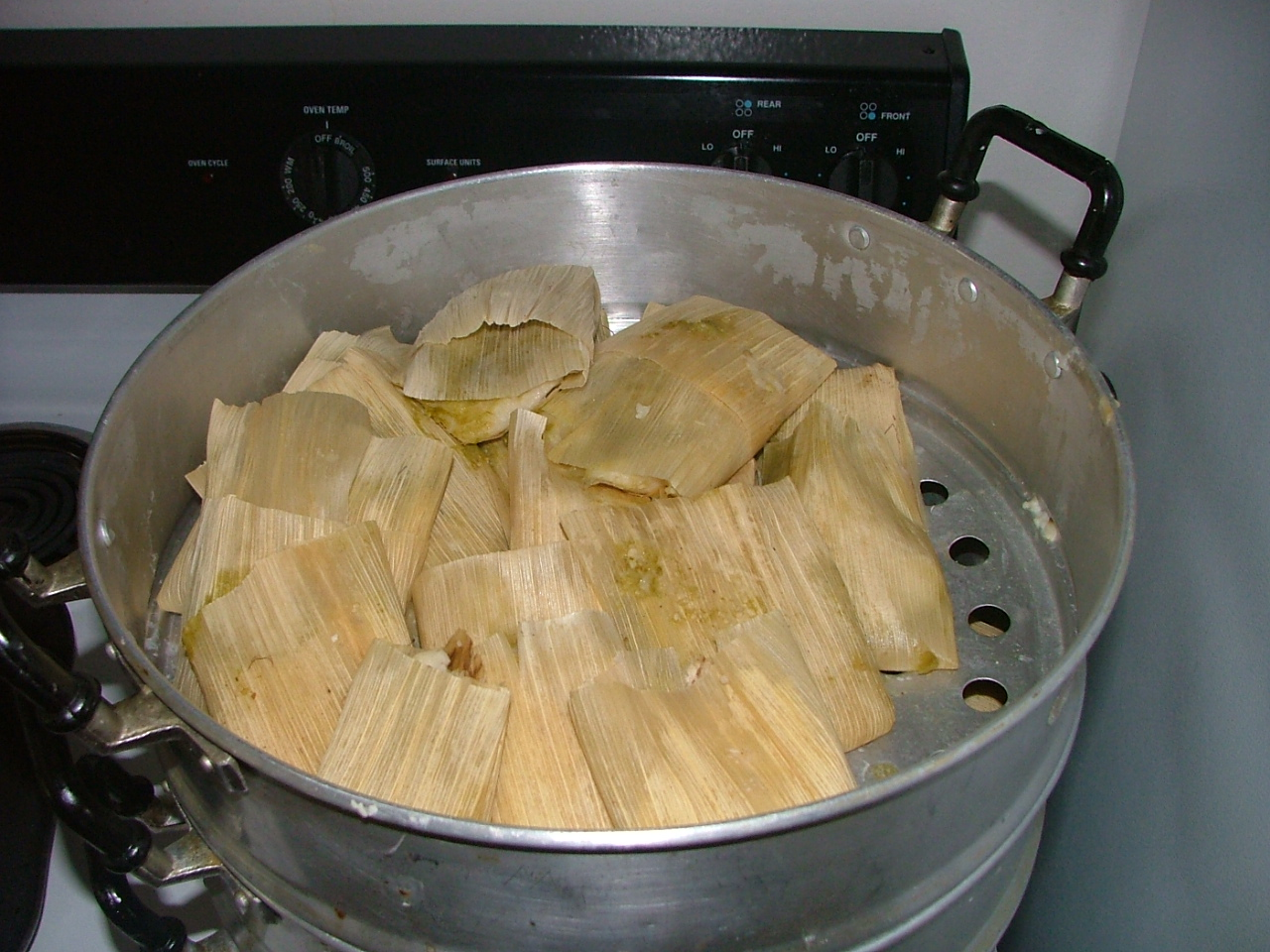
Los tamales son comunes en este lugar.

Ciudad Fernández cuenta conmonumentos arquitectónicos como la iglesia del Dulce Nombre de Jesús y la plaza principal, que es una de las más antiguas del estado de San Luis Potosí, recientemente remodelada, contando con antiquísimos árboles que se calculan con varios cientos de años de existencia. 

### Tradiciones
Del 26 de diciembre al 4 de enero se celebra la fiesta religiosa del Dulce Nombre de Jesús. Así como también se celebra la FERERE (Feria Regional de El Refugio) del 26 de junio al 4 de julio en el ejido de El Refugio.

### Gastronomía
Enchiladas fernandenses, Barbacoa, Asado, Chorizo, Tamales, Cecina, Gorditas de horno, Migadas, Aguamiel.

### Monumentos históricos
Como monumento arquitectónico, Ciudad Fernández cuenta con la Capilla El Refugio, construida en el siglo XVIII. Es característica su torre inclinada.